# António de Macedo
Pour les articles homonymes, voir Macedo.
António Luiz Ernesto de Macedo est un réalisateur, scénariste, monteur et producteur portugais, né le 5 juillet 1931 et mort le 5 octobre 2017 à Lisbonne (Portugal). 

## Biographie
Figure du Novo Cinema, son film le plus célèbre est le drame Domingo à Tarde, sorti en 1966. C'est aussi l'un des rares réalisateurs portugais à s'être aventurés du côté du cinéma de genre : le film d'espionnage avec Sete Balas Para Selma en 1967, et surtout le film fantastique à partir des Abismos da Meia-Noite en 1984.
Il a reçu un prix Sophia d'honneur en 2012.

## Filmographie
- 1961 : A Primeira Mensagem (court métrage)
- 1966 : Domingo à Tarde
- 1967 : Sete Balas para Selma (pt)
- 1970 : Nojo aos Cães (pt)
- 1973 : Le Vœu (A Promessa)
- 1975 : O Princípio da Sabedoria (pt)
- 1975 : As Armas e o Povo (pt), documentaire coréalisé avec Manuel Costa e Silva (pt), António da Cunha Telles et Acácio de Almeida
- 1976 : Les Heures de Maria (pt) (As Horas de Maria)
- 1979 : O Príncipe com Orelhas de Burro
- 1984 : Os Abismos da Meia-Noite (pt)
- 1988 : Os Emissários de Khalom
- 1991 : La Malédiction de Marialva (A Maldição do Marialva)
- 1993 : Un thé noir au citron (Chá Forte com Limão)

## Nominations et sélection
- 1965 : Diploma di Merito à la Mostra de Venise pour Domingo à Tarde
- 1973 : sélection officielle du Festival de Cannes pour A Promessa
- 1984 : au Fantasporto, nommé au prix du Meilleur Film pour Os Abismos da Meia-Noite
- 1988 : au Fantasporto, nommé au prix du Meilleur Film pour Os Emissários de Khalom
- 1990 : au Fantasporto, nommé au prix du Meilleur Film pour A Maldição do Marialva